# Thermovenabulum ferriorganovorum
Thermovenabulum ferriorganovorum è una specie di batterio appartenente alla famiglia delle Thermoanaerobacteriaceae.